# The Secondman's Middle Stand
The Secondman's Middle Stand – trzeci album Mike’a Watta wydany w 2004 przez wytwórnię Columbia Records. Materiał nagrano między 16 stycznia a 16 lutego 2004 w „Karma Studio” w Los Angeles.

## Lista utworów
1. „Boilin' Blazes” (M. Watt) – 5:31
2. „Puked to High Heaven” (M. Watt) – 3:15
3. „Burstedman” (M. Watt) – 5:55
4. „Tied a Reed 'Round My Waist” (M. Watt) – 6:00
5. „Pissbags and Tubing” (M. Watt) – 6:17
6. „Beltsandedman” (M. Watt) – 6:40
7. „The Angels Gate” (M. Watt) – 6:32
8. „Pluckin', Pedalin' and Paddlin'” (M. Watt) – 7:02
9. „Pelicanman” (M. Watt) – 5:58

## Skład
- Mike Watt – śpiew, gitara basowa
- Pete Mazich – organy, śpiew
- Jerry Trebotic – perkusja, instr. perkusyjne
- Petra Haden – śpiew

produkcja
- Mike Watt – producent
- Michael Rich – inżynier dźwięku
- John Golden – mastering